# MC Ren
Lorenzo Jerald Patterson (født 16. juni 1969), bedre kendt som MC Ren, er en amerikansk rapper fra Compton i Californien. Han er stifter og ejer af pladeselskabet Villain Entertainment.
MC Ren startede sin karriere som soloartist i 1987 på Eazy-Es Ruthless Records mens han stadigt gik i gymnasiet.
I slutningen af 1987 blev han, efter at have skrevet næsten halvdelen af teksterne til Eazy E's debutalbum Eazy-Duz-It, optaget i den indflydelsesrige rapgruppe N.W.A sammen med Eazy-E, Ice Cube, Dr. Dre og DJ Yella
Efter N.W.A's opløsning i 1991 forblev han på Ruthless Records, hvor han udgav flere guld- og platin-sælgende albums indtil han forlod selskabet i 1999.